# 코믹콘
코믹콘(comic con, Comic book convention)은 만화와 만화문화를 중심으로 만화팬들이 모여 창작자, 전문가, 서로 만나는 동인 행사이다. 일반적으로 코믹콘은 컨벤션 센터, 호텔 또는 대학 캠퍼스에서 여러 날에 걸쳐 개최되는 이벤트이다. 다양한 활동과 패널로 구성되어 있으며, 대부분의 다른 유형의 팬 컨벤션보다 더 많은 참석자가 코스프레에 참여하고 있다. 만화책 컨벤션은 출판사, 유통업체, 소매업체가 만화 관련 출판물을 대표하는 산업의 수단으로도 사용된다. 코믹콘은 1930년대 후반에 시작된 SF 컨벤션의 파생물로 간주될 수 있다.
코믹콘은 전통적으로 팬이 비영리 기반으로 조직했지만, 오늘날 팬을 대상으로 하는 대부분의 이벤트는 이익을 위해 상업적 이익을 위해 운영된다. 많은 컨벤션에서는 만화와 관련된 시상식을 개최한다(1988년부터 샌디에이고 코믹콘 인터내셔널에서 발표된 아이스너상 또는 1988년부터 다양한 장소에서 발표된 하비상 등).
상업 행사에서 만화책 제작자는 팬들에게 사인을 해주는 경우가 많으며 때로는 정액 출연료를 받고 때로는 항목당 비용을 받고 일러스트를 그릴 수도 있다. 상업 컨벤션은 일반적으로 비용이 많이 들고 호텔에서 개최된다. 이는 전통적으로 문학의 한 형태로서 만화책을 지향하고 전문가와 팬 사이에 덜 카스트적인 차별을 유지했던 코믹콘의 변화를 나타낸다.
최초의 공식 만화책 대회는 1964년 뉴욕에서 열렸으며 뉴욕 코믹콘(New York Comicon)이라고 불렸다. 초기 컨벤션은 일반적으로 지역 열성 팬(예: 나중에 "만화 팬덤의 아버지"로 알려진 Jerry Bails 및 만화 팬 및 수집가 아카데미의 Dave Kaler)이 조직하고 소수의 업계 손님이 참여하는 소규모 행사였다. . 최초의 반복 컨벤션은 1965년부터 1978년까지 진행된 디트로이트 트리플 팬 박람회(Detroit Triple Fan Fair)와 1965년부터 1967년까지 진행된 아카데미 콘(Academy Con)이었다. 많은 반복 컨벤션은 소규모 장소에서 하루 동안의 이벤트로 시작하여 인기가 높아짐에 따라 매년 이틀, 심지어는 3일 이상. 교회 지하실이나 노동조합 회관에서 시작된 많은 코믹콘이 이제 주요 도시의 컨벤션 센터를 가득 메우고 있다.
요즘 만화 컨벤션은 미국의 모든 주요 도시에서 반복적으로 열리는 큰 사업이다. 명목상의 만화책 컨벤션인 가장 큰 쇼에는 공포, 애니메이션, 애니메이션, 만화, 장난감, 수집 가능한 카드 게임, 비디오 게임, 웹툰 및 판타지 소설을 포함하여 거의 모든 장르에 걸쳐 광범위한 대중 문화 및 엔터테인먼트 요소가 포함된다.